# Dornau (Gemeinde Altenmarkt)

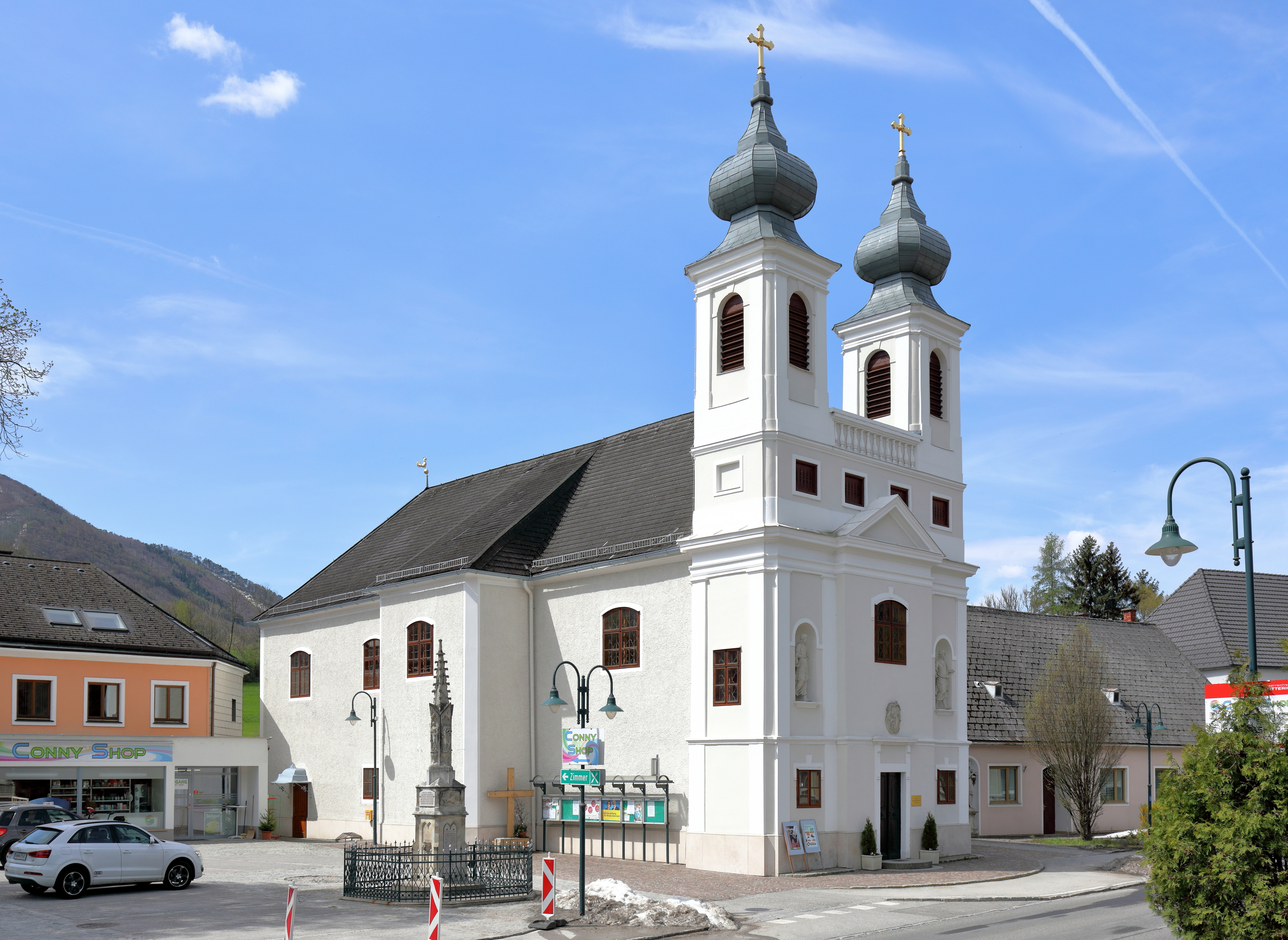
Wallfahrtskirche

Dornau ist ein Ort in der Marktgemeinde Altenmarkt an der Triesting in Niederösterreich.
Das Dorf Dornau befindet sich westlich von Altenmarkt an der linken Seite der Triesting und besteht aus einer Häusergruppe mit einer Wallfahrtskirche. Der Ort ist eng verwachsen mit Thenneberg.